# Тамнич
Тамнич је насеље у Србији у општини Неготин у Борском округу. Према попису из 2022. у насељу је било 137 становника (према попису из 2011. било је 246 становника, према попису из 2002. било је 349 становника а према попису из 1991. било је 490 становника).

## Положај насеља
Атар села Тамнич се простире између атара села: Брусник, Кленовац, Речка, Смедовац, Рајац, Браћевац и заузима површину од 1957 хектара.
Село је смештено на обалама Тамничког потока. Површ атара села Тамнич налази се на надморској висини од 61 до 281 метар. Највиша кота је Средњи брег 281 метар, Кремењача 263 метра, Гилин крушар 204 метра, Липовац 160 метара и Пивнице 114 метара, док је најнижа кота железничка станица 61 метар.

## Историја
Први писани подаци о селу Тамнич налазе се у турском попису из 1530. године. Тада је ово село са 50 кућа спадало у највећа насеља у нахији Кривина. Претпоставља се да је село могло да постоји и раније, али под другим називом. У првим турским пописима помиње се Манастир Петровдан у Тамничу, који је плаћао порез. Тај податак указује да су и манастир и село постојали још 1450. године али под другим именом, Крснич, и да су вероватно становници тог села основали Тамнич.
У атару данашњег Тамнича на неколико локалитета пронађени су остаци предисторијских насеља из млађег каменог доба. На истим или врло блиским локалитетима постоје и насеља из каснијих периода, гвозденог доба, римско−византијског, словенског и турског периода. На локалитету Селиште, на платоу изнад леве обале Тимока у близини садашње железничке станице пронађене су секире са рупом за насађивање држалица, белуци прилагођени за ударање или трење, грнчарија, стилизоване фигуре од камена и печене земље. У Тамничу је 1953. археолог Драгослав Срејовић пронашао бронзану статуету Херакла неборбеног лика, високу 17 сантиметара, која се чува Народном музеју у Београду.
Током друге половине 16. и током 17. века село се помиње и на Лангеровој и карти Темишварског Баната. На овим аустријским картама убележен је као Temnisch.
Насеље је збијеног типа, које се дели на Доњи, Средњи и Горњи крај. Најјача је традиција о досељавању са Косова, из Помољавља, Влашке, Хомоља, Шумадије. У насељу су између два светска рата живеле следеће фамилије: Јереминчићи (126 кућа, славе Светог Николу. Различита презимена), Голендренци (12 кућа, Свети Јован. Претежно Милошевићи), Ђуринци (14 кућа, Свети Ђурађ. Претежно Јовићи), Фунтулци (15 кућа, Свети Трифун. Различита презимена), Цуканци (10 кућа, Свети Аранђео. Претежно Цокићи), Нелинци (11 кућам Света Параскева. Претежно Здравковићи), Бајићи (5 кућа, Свети Стеван. Претежно Ђорђевићи), Танинци (7 кућа, Свети Илија. Претежно Танићи).

## Демографија
Према последњем попису из 2022. године у Тамничу је живело 137 становника што је за 109 мање у односу на 2011. када је на попису било 246 становника. У насељу живи 136 пунолетних становника, а просечна старост становништва износи 65,89 година (65,19 код мушкараца и 66,51 код жена).
Према подацима пописа из 2022. у насељу има 82 домаћинства, а просечан број чланова по домаћинству је 1,67 а према истом попису у насељу има 323 стамбених јединица од којих је 101 насељених.
Ово насеље је великим делом насељено Србима (према попису из 2002. године), а у последња три пописа, примећен је пад у броју становника.
|  |

| Демографија | Демографија | Демографија |
| Година      | Становника  | Становника  |
| ----------- | ----------- | ----------- |
| 1948.       | 1.395       |             |
| 1953.       | 1.381       |             |
| 1961.       | 1.266       |             |
| 1971.       | 1.047       |             |
| 1981.       | 781         |             |
| 1991.       | 490         | 490         |
| 2002.       | 349         | 354         |
| 2011.       | 246         |             |
| 2022.       | 137         |             |

| Етнички састав према попису из 2002.‍ | Етнички састав према попису из 2002.‍ | Етнички састав према попису из 2002.‍ | Етнички састав према попису из 2002.‍ | Етнички састав према попису из 2002.‍ |
| ------------------------------------ | ------------------------------------ | ------------------------------------ | ------------------------------------ | ------------------------------------ |
|                                      |                                      |                                      |                                      |                                      |
| Срби                                 | Срби                                 |                                      | 348                                  | 99,71%                               |
| Бугари                               | Бугари                               |                                      | 1                                    | 0,28%                                |
| непознато                            | непознато                            |                                      | 0                                    | 0,0%                                 |

| Година пописа     | 1948. | 1953. | 1961. | 1971. | 1981. | 1991. | 2002. |
| ----------------- | ----- | ----- | ----- | ----- | ----- | ----- | ----- |
| Број домаћинстава | 348   | 340   | 330   | 298   | 263   | 206   | 162   |

| Број чланова      | 1  | 2  | 3  | 4  | 5 | 6 | 7 | 8 | 9 | 10 и више | Просек |
| ----------------- | -- | -- | -- | -- | - | - | - | - | - | --------- | ------ |
| Број домаћинстава | 57 | 62 | 23 | 10 | 4 | 4 | 1 | 1 | 0 | 0         | 2,15   |

| Пол    | Укупно | Неожењен/Неудата | Ожењен/Удата | Удовац/Удовица | Разведен/Разведена | Непознато |
| ------ | ------ | ---------------- | ------------ | -------------- | ------------------ | --------- |
| Мушки  | 150    | 22               | 90           | 26             | 12                 | 0         |
| Женски | 181    | 8                | 89           | 71             | 13                 | 0         |
| УКУПНО | 331    | 30               | 179          | 97             | 25                 | 0         |

| Пол    | Укупно                    | Пољопривреда, лов и шумарство | Рибарство                            | Вађење руде и камена | Прерађивачка индустрија       |
| ------ | ------------------------- | ----------------------------- | ------------------------------------ | -------------------- | ----------------------------- |
| Мушки  | 69                        | 46                            | 0                                    | 0                    | 10                            |
| Женски | 48                        | 43                            | 0                                    | 0                    | 0                             |
| УКУПНО | 117                       | 89                            | 0                                    | 0                    | 10                            |
| Пол    | Производња и снабдевање   | Грађевинарство                | Трговина                             | Хотели и ресторани   | Саобраћај, складиштење и везе |
| Мушки  | 1                         | 1                             | 0                                    | 0                    | 6                             |
| Женски | 0                         | 0                             | 1                                    | 0                    | 0                             |
| УКУПНО | 1                         | 1                             | 1                                    | 0                    | 6                             |
| Пол    | Финансијско посредовање   | Некретнине                    | Државна управа и одбрана             | Образовање           | Здравствени и социјални рад   |
| Мушки  | 0                         | 1                             | 1                                    | 1                    | 0                             |
| Женски | 0                         | 0                             | 0                                    | 3                    | 1                             |
| УКУПНО | 0                         | 1                             | 1                                    | 4                    | 1                             |
| Пол    | Остале услужне активности | Приватна домаћинства          | Екстериторијалне организације и тела | Непознато            | Непознато                     |
| Мушки  | 0                         | 0                             | 0                                    | 2                    | 2                             |
| Женски | 0                         | 0                             | 0                                    | 0                    | 0                             |
| УКУПНО | 0                         | 0                             | 0                                    | 2                    | 2                             |